# Sergio Liani
Sergio Liani (* 3. August 1943 in Rom) ist ein ehemaliger italienischer Hürdenläufer, der sich auf die 110-Meter-Distanz spezialisiert.

## Sportliche Laufbahn
Erste internationale Erfahrungen sammelte Sergio Liani im Jahr 1966, als er bei den Europameisterschaften in Budapest in 14,2 s den sechsten Platz über 110 m Hürden belegte. Im Jahr darauf schied er bei den Europäischen Hallenspielen in Prag mit 6,8 s im Halbfinale über 50 m Hürden aus und im September gewann er bei den Mittelmeerspielen in Tunis in 14,2 s die Silbermedaille über 110 m Hürden hinter seinem Landsmann Giovanni Cornacchia. Zudem belegte er bei der Sommer-Universiade in Tokio in 14,9 s den siebten Platz. 1968 schied er bei den Europäischen Hallenspielen in Madrid mit 6,86 s erneut im Semifinale über 50 m Hürden aus und im Oktober schied er bei den Olympischen Sommerspielen in Mexiko-Stadt mit 14,09 s im Halbfinale über 110 m Hürden aus. Im Jahr darauf belegte er bei den Europäischen Hallenspielen in Belgrad in 6,8 s den vierten Platz über 50 m Hürden und im September klassierte er sich bei den Europameisterschaften in Athen in 14,1 s den achten Platz über 110 m Hürden. 1970 schied er bei den Halleneuropameisterschaften in Wien mit 8,2 s im Vorlauf über 60 m Hürden aus und gewann bei den Studentenweltspielen in Turin in 13,9 s die Bronzemedaille über 110 m Hürden hinter dem Briten David Hemery und Günther Nickel aus der Bundesrepublik Deutschland. Im Jahr darauf gewann er bei den Halleneuropameisterschaften in Sofia in 7,9 s die Bronzemedaille im 60-Meter-Hürdenlauf hinter dem Westdeutschen Eckart Berkes und Alexander Demus aus der Sowjetunion. Im August belegte er bei den Europameisterschaften in Helsinki in 14,40 s den sechsten Platz über 110 m Hürden und anschließend gewann er bei den Mittelmeerspielen in Izmir in 14,2 s die Silbermedaille hinter dem Franzosen Guy Drut. 1972 nahm er erneut an den Olympischen Sommerspielen in München teil und schied dort mit 13,90 s im Semifinale aus. Im Jahr darauf kam er bei den Halleneuropameisterschaften in Rotterdam mit 7,96 s nicht über den Vorlauf über 60 m Hürden hinaus und 1974 schied er bei den Europameisterschaften in Rom mit 14,43 s in der ersten Runde über 110 m Hürden aus. 1978 kam er bei den Halleneuropameisterschaften in Mailand mit 8,06 s nicht über die Vorrunde über 60 m Hürden hinaus und trat danach nicht mehr international in Erscheinung. 
In den Jahren 1970 und 1971 sowie 1973 und 1977 wurde Liani italienischer Meister im 110-Meter-Hürdenlauf. Zudem wurde er 1970, 1971 und 1979 Hallenmeister über 60 m Hürden.

## Persönliche Bestleistungen
- 110 m Hürden: 13,6 s, 25. Juni 1971 in Prag
  - 50 m Hürden (Halle): 6,86 s, 10. März 1968 in Madrid
  - 60 m Hürden (Halle): 7,96 s, 11. März 1973 in Rotterdam